# Liste der Naturdenkmale in Tiefenthal (Pfalz)
Die Liste der Naturdenkmale in Tiefenthal nennt die im Gemeindegebiet von Tiefenthal ausgewiesenen Naturdenkmale (Stand 4. März 2024).

## Naturdenkmale
| Nr.         | Bezeichnung            | Lage                                              | Beschreibung                                 | Bild                                    |
| ----------- | ---------------------- | ------------------------------------------------- | -------------------------------------------- | --------------------------------------- |
| ND-7332-185 | Die Bergwiese          | nordöstlich des Ortes; Flur Bergwiesen Lage       | flächenhaftes Naturdenkmal, zwei Teilflächen | Direkt Bild zu diesem Denkmal hochladen |
| ND-7332-186 | Die Eiswiese           | nordöstlich des Ortes; Flur In den Eiswiesen Lage | flächenhaftes Naturdenkmal                   | Direkt Bild zu diesem Denkmal hochladen |
| ND-7332-187 | Tümpel in der Eiswiese | nordöstlich des Ortes; Flur In den Eiswiesen Lage | flächenhaftes Naturdenkmal                   | Direkt Bild zu diesem Denkmal hochladen |